# Светозар Маркович
Светозар Маркович е сръбски журналист, политик и социалист от втората половина на 19 век.

## Биография
Светозар Маркович е роден на 9 септември 1846 година в Зайчар в семейството на чиновник. Учи в гимназиите в Крагуевац и Белград, завършвайки през 1863 година.
През 1866 година Маркович заминава да учи инженерство в Санкт Петербург с държавна стипендия. В Русия попада под влияние на модните за времето си социалистически идеи, проповядвани от руските народници, като Николай Чернишевски и Александър Херцен. През 1869 година се премества в Цюрих, но скоро прекъсва следването си и се ангажира със социалистическото движение, запознавайки се с възгледите на Карл Маркс, Луи Блан, Фердинанд Ласал и Пиер Прудон.
През 1870 година Светозар Маркович се връща в Сърбия и първоначално се включва в редица публицистични проекти, с които засяга интересите на правителството. По тази причина му е отнета стипендията, което го засяга лично и амбицира критичното му отношение към политиката на сръбското правителство. Той основава първите социалистически групи и кооперации в страната, а през 1871 година издава първият социалистически вестник – „Радник“.
Светозар Маркович развива особена политическа философия, адаптираща към сръбските условия идеите на руското народничество и най-вече тези на Николай Чернишевски. Той вижда в традиционната селска задруга с нейните самоуправление, колективна собственост и отсъствие на социално разслоение основата за изграждане на социализъм, като се избегне модернизацията и капитализма. Той отстоява идеята за всеобщи граждански, политически и избирателни права на пълнолетните сръбски поданици. Възгледите на Маркович оказват силно влияние върху ранната идеология на Народната радикална партия.
Маркович постепенно се радикализира, като от социалистически позиции започва да атакува бюрократичното сръбско управление и национализъм, проповядвайки идеята за Балканска федерация. Счита, че такава федерация би решила кардинално Източния въпрос, в противовес на поддържания от правителството сръбски национализъм, т.к. според Маркович не може да се определи отчетливо границата между сърбите и най-близките им южнославянски народи – българите и хърватите.
Заедно с Любен Каравелов и други видни южнославянски обществени фигури по онова време (като Балтазар Богишич) се включва в създадената в Нови Сад (тогава в Австро-Унгария) организация „Омладина“. Той се опитва неуспешно да присъедини „Омладина“ към Първия интернационал, което довежда до разцепление на организацията. Същевременно Светозар Маркович се изявява на литературното поприще, ставайки поборник на реализма в книжовността.
Заради политическата си дейност, през 1874 година Маркович е осъден на девет месеца затвор, като през този период заболява от туберкулоза.
Маркович умира от туберкулоза на 26 февруари 1875 година в Триест. По времето на СФРЮ град Ягодина е именуван Светозарево в негова чест.